# Vinglokor
Vinglokor (Smyrnium) är ett släkte av flockblommiga växter. Vinglokor ingår i familjen flockblommiga växter.

## Bildgalleri

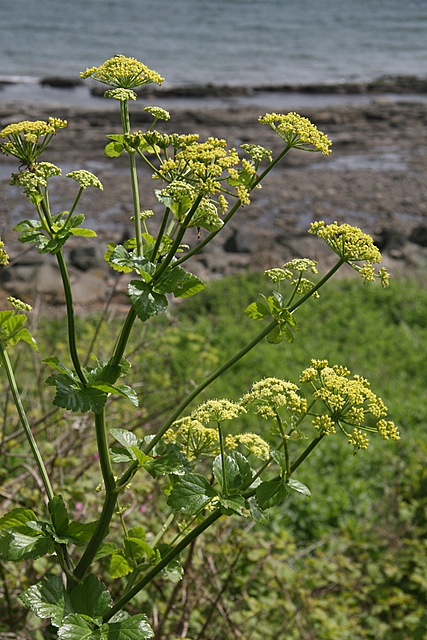
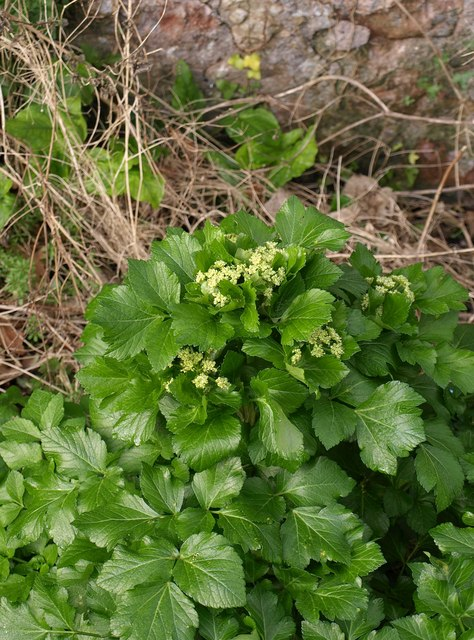
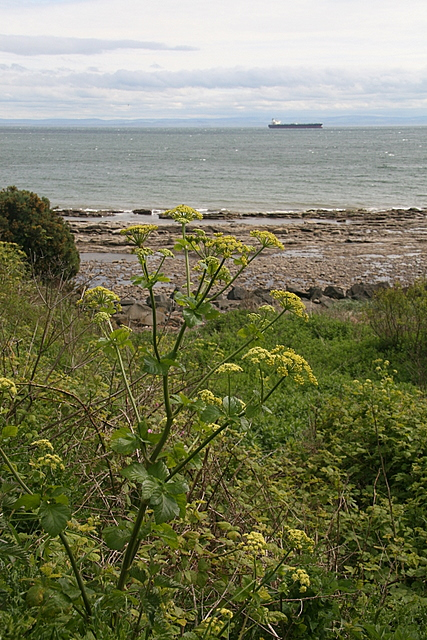
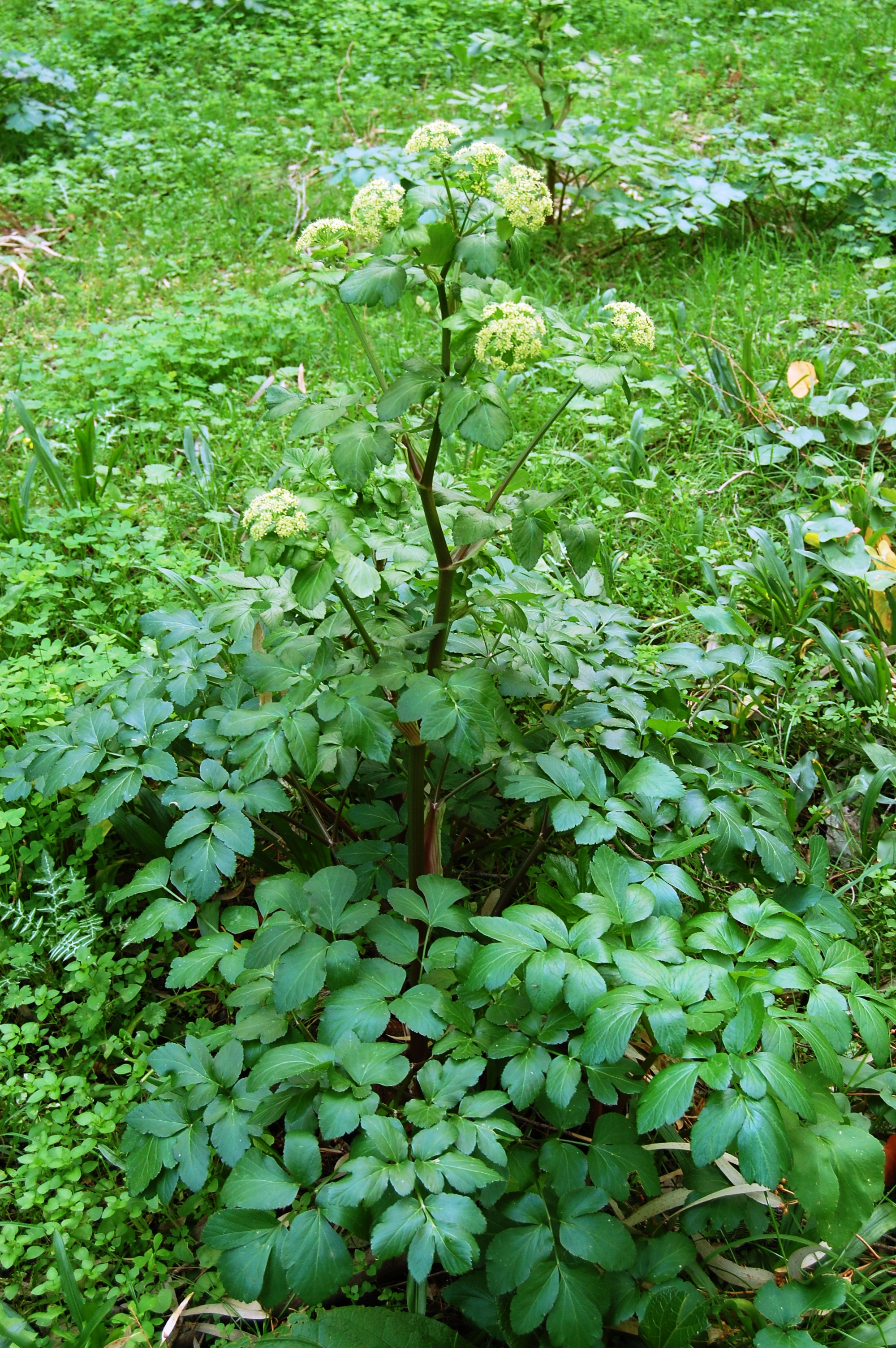
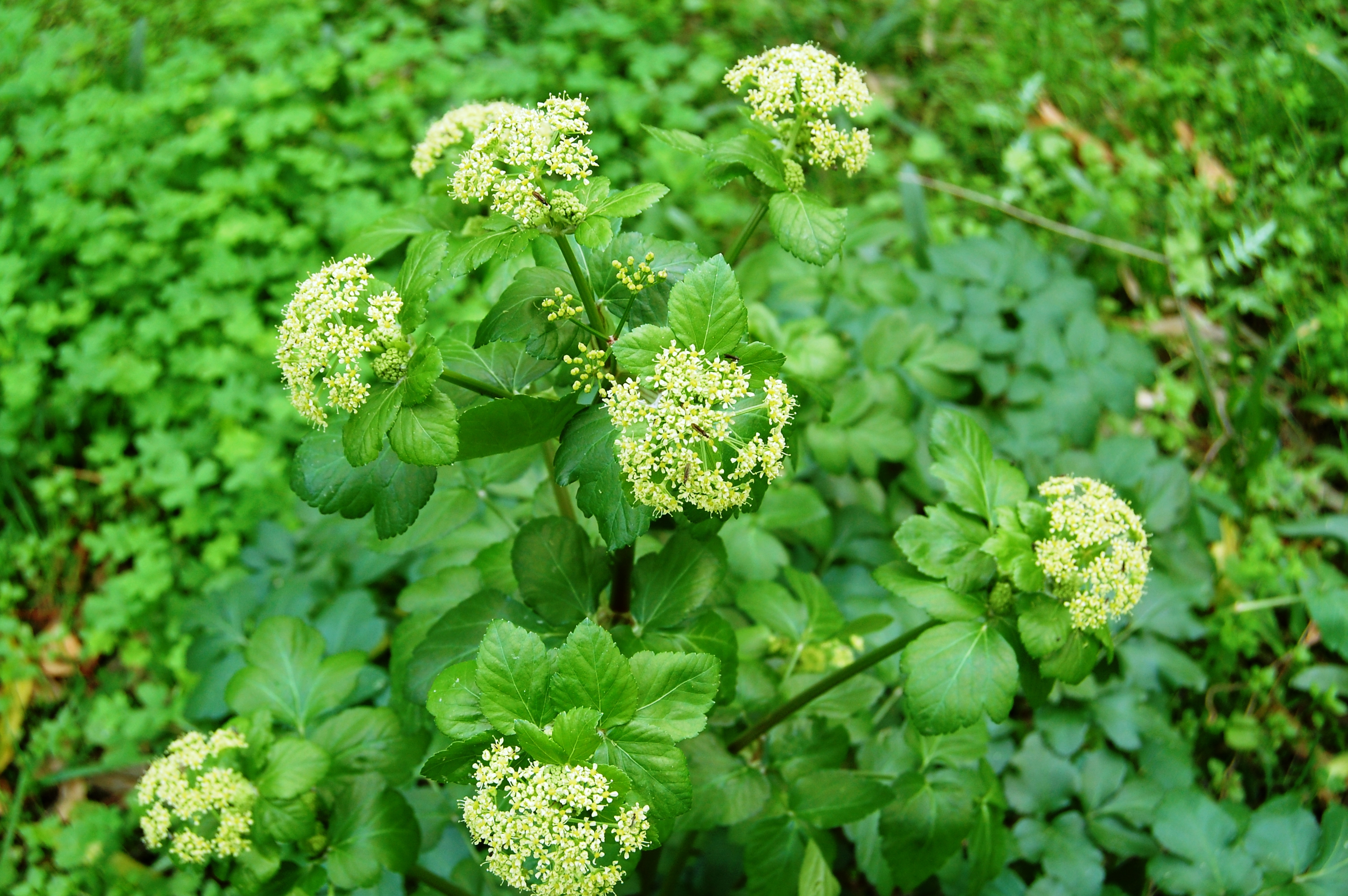
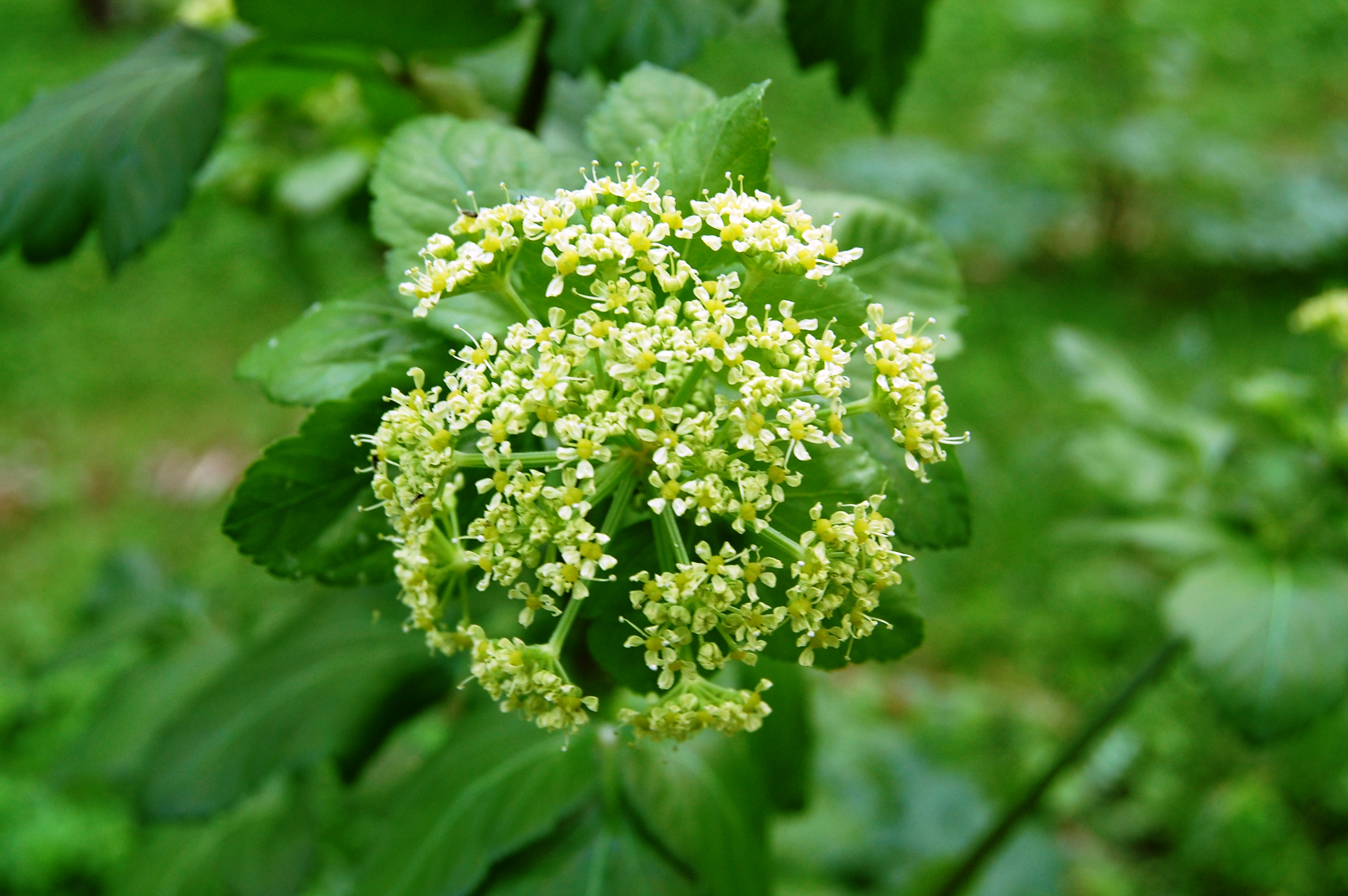

## Dottertaxa till Vinglokor, i alfabetisk ordning[1]
- Smyrnium acuminatum
- Smyrnium aegopodioides
- Smyrnium aeolicum
- Smyrnium americanum
- Smyrnium apiifolium
- Smyrnium behboudianum
- Smyrnium cicutarium
- Smyrnium connatum
- Smyrnium cordifolium
- Smyrnium creticum
- Smyrnium dioscoridis
- Smyrnium dodonaei
- Smyrnium galaticum
- Smyrnium heterophyllum
- Smyrnium hispidum
- Smyrnium idaeum
- Smyrnium laserpitioides
- Smyrnium laterale
- Smyrnium libanotis
- Smyrnium luteum
- Smyrnium maritimum
- Smyrnium matthioli
- Smyrnium nudicaule
- Smyrnium olusatrum
- Smyrnium orphanidis
- Smyrnium perfoliatum
- Smyrnium ramosum
- Smyrnium rotundifolium
- Smyrnium trifoliatum
- Smyrnium vulgare